# Pedro Álvares Pereira
Piotr Alvarez Pereira (hiszp. Pedro Álvares  Pereira) – wielki mistrz zakonu Calatrava w latach 1384–1385.
Wywodził się z zamożnej i wpływowej rodziny portugalskiej, jego dziadek był arcybiskupem Bragi, a ojciec – przeorem joannitów w Crato. Jego bratem był Nuno Álvares Pereira, bohater narodowy Portugalii.
Przed wyborem na wielkiego mistrza Calatravy był przeorem joannitów portugalskich w Crato, jak jego ojciec. Wybrany na stanowisko wielkiego mistrza dzięki poparciu króla Kastylii i Leónu Jana I. W wojnie o koronę portugalską stanął po stronie kastylijskiej przeciwko Janowi, mistrzowi zakonu Avis i królowi Portugalii oraz swojemu bratu Nuniowi.
W bitwie pod Aljubarrota był jednym z dowódców lewego, zakonnego skrzydła wojsk kastylijskich, składającego się z oddziałów Calatravy, Alcántary i kastylijskich joannitów. Następnie osłaniał odwrót króla i resztek pobitych wojsk. Zginął podczas walk odwrotowych.
Pochowany przez brata Nunia w tajemnicy przed królem Janem, który zaliczał go do zdrajców narodowej sprawy portugalskiej, niegodnych chrześcijańskiego pochówku. Został pochowany wraz z drugim bratem Nunia, tym razem przyrodnim, Diogo Alvaresem Pereirą, komandorem zakonu Santiago, również walczącym w tej bitwie po stronie kastylijskiej.